# レネー・ロカ
レネー・ロカ（Renée Roca、1963年5月18日 - ）は、アメリカ合衆国ニューヨーク州ロチェスター出身の女性フィギュアスケートアイスダンス選手で現在はフィギュアスケート振付師。1980年世界ジュニア選手権3位。パートナーはゴーシャ・サー、ドナルド・アデア、アンドリュー・ウェレット。

## 経歴
1979-1980年シーズンの世界ジュニア選手権にアンドリュー・ウェレットとのカップルで初出場し、3位となる。シニアクラス転向後はドナルド・アデアとカップルを結成し、1986年には全米選手権で優勝、1986年世界選手権では6位入賞を果たした。のちにドナルド・アデアの引退に伴いレネー・ロカ自身も引退し、プロスケーター兼振付師として活動を始めた。
1990年にゴーシャ・サーがソビエト連邦から亡命し、カップルを結成。当初はプロスケーターとして活動を共にしていたが、アマチュア競技会へ復帰を果たす。1993年全米選手権で優勝し、再び1993年世界選手権に出場を果たした。翌1993-1994年シーズン、パートナーであるゴーシャ・サーの国籍問題もありオリンピック出場は叶わなかった。1995-1996年シーズン終了後に引退。引退後はプロスケーターとして再び活動を始め、スターズ・オン・アイスやジャパンオープン、世界プロフィギュア選手権など長らく活動したのち、再び振付師として活動している。

## 主な戦績
- 戦績はゴーシャ・サーとのカップル時。

| 大会/年            | 1992-93 | 1993-94 | 1994-95 | 1995-96 |
| ------------------ | ------- | ------- | ------- | ------- |
| 世界選手権         | 11      |         | 10      | 4       |
| 全米選手権         | 1       |         | 1       | 2       |
| GPスケートアメリカ |         |         |         | 3       |
| GPネイションズ杯   |         |         |         | 4       |
| NHK杯              |         |         | 5       |         |